# Archieparchie Hajdúdorog
Archieparchie Hajdúdorog je archieparchie maďarské řeckokatolické církve, nacházející se v Maďarsku.

## Území
Archieparchie zahrnuje část maďarského území.
Arcibiskupským sídlem je město Hajdúdorog, kde se také nachází hlavní chrám katedrála Uvedení přesvaté Bohorodice.
Rozděluje se do 126 farností a to na 73 341 km2. K roku 2015 měla 205 000 věřících, 183 eparchiálních kněží, 5 řeholních kněží, 3 trvalé jáhny, 11 řeholníků a 3 řeholnice.

### Církevní provincie
Církevní provincie Hajdúdorog zahrnuje 2 sufragánny:
- eparchie Miškovec
- eparchie Nyíregyháza

## Historie
Dne 8. června 1912 byla bulou Christifideles graeci papeže Pia X. zřízena eparchie Hajdúdorog, a to z území archieparchie Făgăraş şi Alba Iulia, eparchie Prešov, z arcidiecéze Ostřihom, eparchie Gherla, Armenopoli, Szamos-Ujvár, eparchie Mukačevo a eparchie Oradea Mare.
Dne 9. dubna 1934 předala dekretem Apostolica sedes Kongregace pro východní církve části svého území k archieparchii Făgăraş şi Alba Iulia, eparchii Maramureş a eparchii Oradea Mare.
Dne 5. března 2011 předala dekretem Ut aptius spirituali Kongregace pro východní církve část svého území k vytvoření apoštolského exarchátu Miškovec.
Dne 20. března 2015 byla eparchie apoštolskou konstitucí De spiritali itinere papeže Františka povýšena na metropolitní archieparchii.

## Seznam biskupů
- Stefano Miklósy (1913-1937)
- Miklós Dudás, O.S.B.M. (1939-1972)
- Imre Timkó (1975-1988)
- Szilárd Keresztes (1988-2007)
  - Szilárd Keresztes (2007-2008) (apoštolský administrátor)
- Peter Fülöp Kocsis (od 2008)